# Бюлетин (1919)
„Бюлетин“ е български вестник, излизал от април до 3 август 1919 година в София като орган на Временното представителство на обединената бивша ВМРО.
Главен редактор на вестника е Димо Хаджидимов. Отначало излиза два пъти в месеца, по-късно седмично. Излизат общо 9 броя. Около вестника се обединява левицата в революционното движение - Хаджидимов, Гьорче Петров, Петър Попарсов, Христо Янков, Чудомир Кантарджиев, Александър Буйнов. Поддържа лозунга за Автономна Македония и се бори с „върховизма“ и идеята за присъединяване на областта към България.
Заради това левицата е обвинявана, че стои на антибългарски позиции. В защита в брой № 1 в статията „Да сме начисто“ вестникът пише:
| „ | Обвиняват ни, че не се чувствуваме достатъчно българи, злословят, че прикриваме своето национално качество и дори че ни липсва всякакво българско съзнание... и така, що сме ний? Българи ли сме или не сме българи? На тоя въпрос ще отговорим засега с няколко извадки от публикации и документи, излезли от средата на деятелите от бившата Вътрешна революционна организация, която днес по право и по дълг се издига и признава като единствената изразителка на въжделенията на Македония и македонското население: 1) Пълномощието, дадено на нашия представител в Париж; първата точка на нашите искания е редактирана така: „Българското население в Македония заедно и единодушно с нас има най-твърдото желание... щото тази страна да се запази цяла и неделима като автономна и самостоятелна единица на Балканите“ и т.н. Българи ли говорят тук или не? 2) ...Това го казваме като българи с високо българско съзнание... Скрихме ли от външния свят, че сме българи и че говорим и изказваме желанието си като българи? 3) ...Не е ли това език български, говорим от българи и за българи? | “ |